# Тооме, Индрек Хербертович
Индрек Хербертович Тооме (эст. Indrek Toome; 19 сентября 1943, Таллин, Рейхскомиссариат Остланд — 28 февраля 2023, Таллин) — эстонский советский партийный деятель. В 1988—1990 годах занимал должность председателя Совета министров Эстонской ССР.

## Биография
Родился в семье рабочих. В 1968 году окончил Таллинский политехнический институт (ныне Таллинский технический университет), получив специальность электроинженера.
С 1972 по 1990 год занимал различные руководящие должности сначала в комсомольских организациях, а затем в Компартии Эстонии.
С 16 ноября 1988 до 3 апреля 1990 года Тооме возглавлял Совет Министров Эстонской ССР. Его правительство подверглось давлению со стороны так называемой «Поющей революции». После ликвидации советской власти в Эстонии, 3 апреля 1990 года, Тооме передал власть демократически избранному премьер-министру Эстонии, Эдгару Сависаару.
С 1992 года Тооме являлся партнёром в одной из риелторских компаний. В 1995 году Таллинский районный суд признал его виновным в попытке получения взятки и приговорил к уплате штрафа.

## Личная жизнь
Индрек Тооме был женат, у него трое взрослых сыновей; сын Марек – раллийный гонщик. Племянник Койта Тооме — певец. Индрек Тооме похоронен на кладбище Рахумяэ в Таллине.